# Plotutils
GNU plotutils是一套以資料集為基礎產生圖表的自由软件命令列工具與函式庫。其被PSPP與UMLgraph等專案使用，也用於許多學術研究領域，並有許多Linux散佈版提供此軟體。也提供了Windows與macOS的版本。函式庫提供了C與C++等程式語言的綁紮。其獨立的命令列工具則可產生圖表並執行样条函数與常微分方程的數值計算。Plotutils是一個GNU軟體包，以GNU通用公共许可证散佈。

## 歷史
部份實用工具受到了Unix繪圖實用工具的啟發。贝尔实验室的Unix的第一個版本中提供了graph實用工具與各種繪圖過濾程式。到版本7的Unix時，graph、plot、spline與幾個依賴於裝置的libplot版本是標準的Unix功能。該軟體包支援的第一個顯示裝置是Tektronix 611儲存示波器。到了1980年代初期，也支援了許多的其他裝置。
1989年，第一個GNU版本的graph、plot、tek2plot、spline與各自的文件被編寫出來。理查德·斯托曼進一步指導了程式與文件的開發。該散佈版在1991年以GNU graphics開始散佈。
1995年，透過編寫一個與裝置無關的獨立版libplot，以及從頭開始重寫graph程式，將其變為一個即時過濾器，程式功能有了許多擴展。

## 功能

### 獨立工具
- GNU graph，即時繪製二維資料集或資料流。
- GNU plot，將GNU Metafile格式翻譯為其他任意格式。
- GNU tek2plot，用來將Tektronix 4010（英语：Tektronix 4010）的資料翻譯成上述的任意格式。
- GNU pic2plot，用來將PIC語言翻譯成上述的任意格式。
- GNU plotfont，用來顯示上述格式中可用字型的字元對映。
- GNU spline，用來對資料進行樣條插值。
- GNU ode，用來對一個或多個常微分方程式組成的系統進行數值積分。

### 支援的輸出格式
- X視窗系統顯示
- SVG
- PNG
- PNM
- 偽GIF（使用游程编码而非LZW以避免過去的專利問題）
- WebCGM
- Adobe Illustrator
- PostScript
- PCL
- HP-GL
- xfig

## 外部連結
- 官方网站
- UMLgraph （页面存档备份，存于） 自動繪製UML圖表
- GNU Plotutils （页面存档备份，存于）
- GNU Graphics （页面存档备份，存于）